# Путятинское сельское поселение (Рязанская область)
Путя́тинское се́льское поселе́ние — муниципальное образование в Путятинском районе Рязанской области России.
Административный центр — село Путятино.

## История
Образовано в 2004 году в результате преобразования Путятинского сельского округа при сохранении прежних границ и входящих населённых пунктов.
Образование и административное устройство сельского поселения определяются законом Рязанской области от 07.10.2004 № 90-ОЗ.
Границы сельского поселения определяются законом Рязанской области от 08.10.2008 № 115-ОЗ.

## Население
| 2010  | 2012  | 2013  | 2014  | 2015  | 2016  | 2017  | 2018  | 2019  |
| ----- | ----- | ----- | ----- | ----- | ----- | ----- | ----- | ----- |
| 3304  | ↘3293 | ↗3328 | ↗3386 | ↗3399 | ↗3411 | ↘3373 | ↘3317 | ↘3250 |
| 2020  | 2021  |       |       |       |       |       |       |       |
| ↘3234 | ↗3385 |       |       |       |       |       |       |       |

## Состав поселения
В состав сельского поселения входят 6 населённых пунктов:
| № | Населённый пункт | Тип населённого пункта       | Население |
| - | ---------------- | ---------------------------- | --------- |
| 1 | Воропаевка       | посёлок                      | 26        |
| 2 | Глебово          | село                         | ↘211      |
| 3 | Дубки            | посёлок                      | 0         |
| 4 | Климовка         | деревня                      | 20        |
| 5 | Красное Ширино   | посёлок                      | 0         |
| 6 | Путятино         | село, административный центр | ↗3199     |

## Местное самоуправление
Главы сельского поселения
- Алексей Иванович Чернышов[15]
- до 2023 года — Николай Иванович Агеев
- с 2023 года — Наталья Геннадьевна Новикова